# Augignac

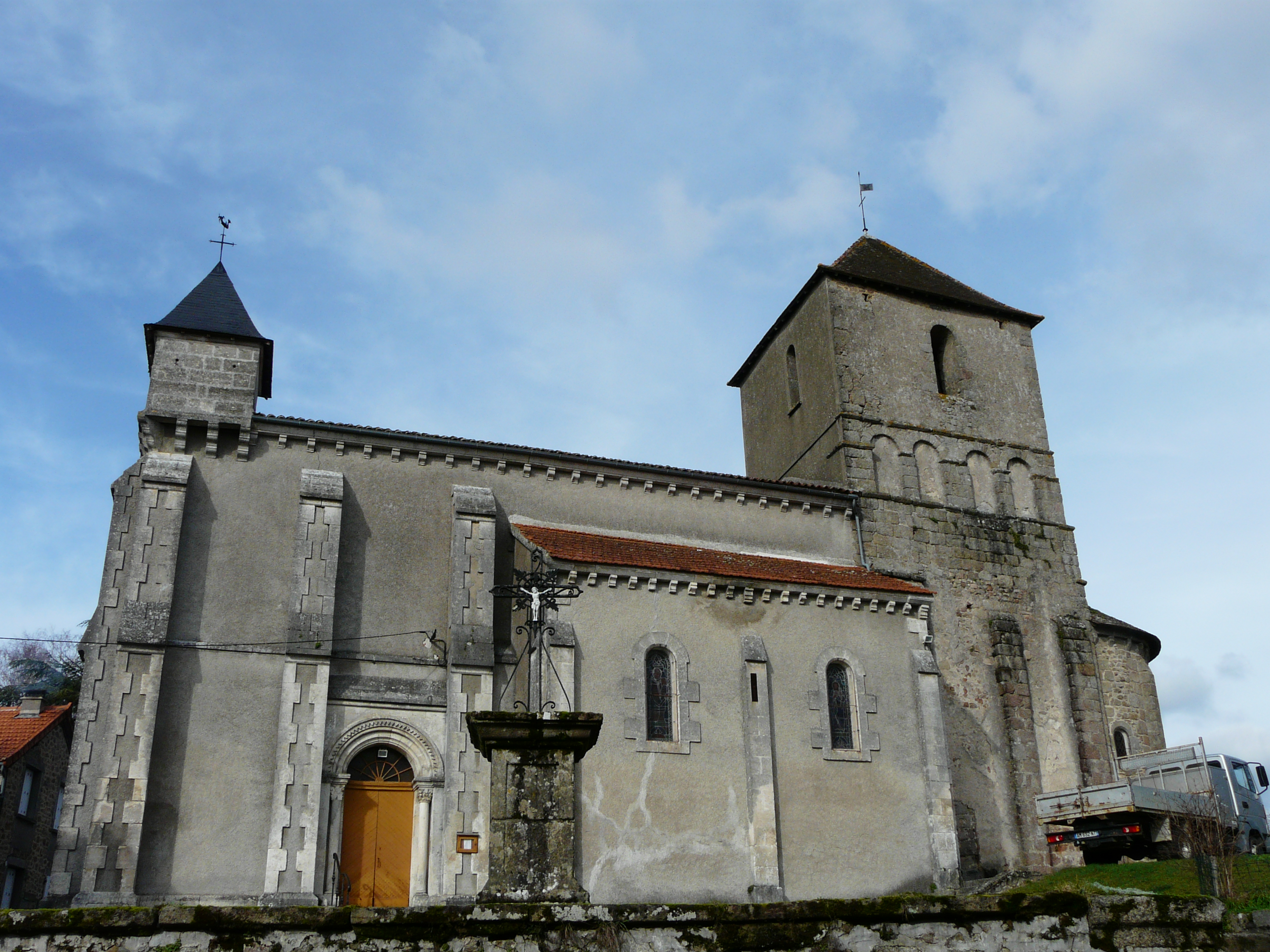
Kerk

Augignac is een gemeente in het Franse departement Dordogne (regio Nouvelle-Aquitaine) en telt 811 inwoners (2005). De plaats maakt deel uit van het arrondissement Nontron.

## Geografie
De oppervlakte van Augignac bedraagt 22,6 km², de bevolkingsdichtheid is 35,9 inwoners per km².
De onderstaande kaart toont de ligging van Augignac met de belangrijkste infrastructuur en aangrenzende gemeenten.

## Demografie
Onderstaande figuur toont het verloop van het inwonertal (bron: INSEE-tellingen).